# Neocorus
Johann Adolf Köster, ou Johannes Adolph Köster, dit Neocorus ou Ettahulphides, né vers 1550 ou après, et mort vers 1630, est un pasteur et chroniqueur ayant vécu à Büsum, dans l'actuel Schleswig-Holstein en Allemagne. Il est connu pour avoir relaté l'histoire médiévale de sa région de Dithmarse.

## Biographie
Ses dates de vie sont imprécises, il est probablement né dans la seconde moitié du XVIe siècle, fils d'Adolf Philipp Köster, instituteur et pasteur à Wöhrden, et de Catharina Isemani, de Dithmarse. Ses parents le destinent à la théologie et l'envoient à université de Helmstadt. Il tient son premier prêche en 1578 dans un village proche de Helmstadt, puis est maître d'école et sacristain à Büsum (ce qui lui vaut son pseudonyme, Neokorus, du grec ancien νεωκόρος : gardien du temple). Il y est nommé prédicateur en 1590.
La rédaction de son œuvre Chronik des Landes Dithmarschen s'échelonne de 1590 à 1619. Il rédige dans un dialecte local du moyen bas allemand, sous formes d'annales parsemées de citation d'écrivains de l'Antiquité. Ses descriptions de la vie quotidienne, des traditions, et ce qu'il recueille sur son époque et qu'il tient de ses contemporains de la première moitié du XVIIe siècle en font un chroniqueur important de sa région.
L'ouvrage, inachevé, a fait l'objet de compléments par d'autres érudits.
Neocorus a également édité La Germanie de Tacite en moyen bas-allemand.

## Ouvrages
- Johann Adolfi, (Neocorus) : Chronik des Landes Dithmarschen. ; Aus der Urschrift herausgegeben, F. C. Dahlmann, Université de Kiel, 2 volumes, Kiel, 1827.